# Fou comme François
Fou comme François ist ein französischer Film von Gérard Chouchan aus dem Jahr 1979, gedreht 1976/77. In den Hauptrollen spielen Michel Creton und Claude Jade.

## Handlung
François ist leitender Ingenieur im Entwicklungsbüro eines Bauunternehmens. Er ist mit Luce verheiratet und lebt mit seiner Frau und seinen beiden Kindern glücklich zusammen, wobei das immerwährende Bridge-Turnier eine wichtige Rolle spielt. Luce heiratete François mit der Unterstützung ihres inzwischen verstorbenen Schwiegervaters, aber gegen den Willen ihrer Mutter, die François als zu niedrig für ihre Tochter ansieht.
Die Geschäftsleitung beschließt, das Unternehmen umzustrukturieren, und kündigt an, dass das gesamte Büro auf Kurzarbeit gesetzt wird. Auf Wunsch seiner Schwiegermutter wird François von seinem Direktor vorgeladen, der ihn auffordert, seine Mitarbeiter zu entlassen, wenn er dafür eine neue Stelle an einem anderen Ort in der Firma bekommt. Er lehnt den Vorschlag ab und wird daraufhin arbeitslos.
François’ Leben gerät daraufhin aus den Fugen und seine Schwiegermutter setzt alles daran, ihre Tochter von François zu trennen. Als einflussreiche Person in François’ Firma und insbesondere bei seinem Geschäftsführer bringt sie ihn und sein Eheleben mit Luce schließlich an den Rand der Verzweiflung …

## Kritik
„Michel Creton findet in der Rolle des François eine seiner schönsten Rollen: Es ist eine Abwechslung zu Komödien wie Die Strandflitzer, Claude Jade ist eine brillante Schauspielerin, in ihrer Rolle versucht sie nicht, ihren Mann zu verstehen, sondern lässt sich von ihrer Mutter mitreißen. Als diese hat Reine Courtois eine perfekt bösartige Rolle als ehrgeizige Frau.“ (BDFF)
„Der Film wurde taktvoll inszeniert und ist zudem gut gespielt, insbesondere von Michel Creton, der düsterer als gewöhnlich ist. Die dramatische Steigerung wird geschickt inszeniert. Der Fall des Helden bleibt individuell, ohne dass die wichtige Rolle des kollektiven Klimas ignoriert wird.“